# Ludwik de Bourbon
Ludwik de Bourbon (fr. Louis I de Bourbon), zwany także Kulawym (fr. le Boiteux) (1279 - 29 stycznia 1342) - książę Burbonii, hrabia Clermont i La Marche, najstarszy syn Roberta z Clermont i Beatrycze Burgundzkiej, dziedziczki Burbonii. 
Był marnym dowódcą, walczył w bitwie pod Courtrai (1302) i bitwie pod Mons-en-Pévèle (1304). Jako jeden z pierwszych feudałów rzucił się do ucieczki pod Courtrai, co przesądziło o klęsce francuskiego rycerstwa. Był blisko związany z dworem ostatnich Kapetyngów, w 1312 został mianowany wielkim pokojowcem Francji, a w 1327 parem Francji. W 1327 król Karol IV zmusił go do oddania koronie hrabstwa Clermont w zamian za hrabstwo La Marche i podniesienie rodziny Bourbon do rangi książąt. W 1331 Clermont i tak wróciło do rąk Ludwika. 
Ludwik był protoplastą dynastii Burbonów. Prawdopodobnie cierpiał na zaburzenia psychiczne, często przechodził załamania nerwowe. Chorobę odziedziczył po nim jego najstarszy syn i jego dzieci np. Joanna de Bourbon, przyszła królowa Francji, matka króla Karola VI Szalonego.

## Małżeństwo i potomkowie
W 1310 roku ożenił się z Marie d'Avesnes, córką hrabiego Holandii - Jana II z Avesnes i Filipiny Luksemburskiej. Doczekali się ośmiorga dzieci:
- Piotr I (1311–1356) - książę Burbonii, zabity w bitwie pod Poitiers
- Joanna (1312–1402), od 1324 żonę Guiguesa VII, hrabiego Forez
- Małgorzata (1313–1362), żona Jana II de Sully, potem Hutina de Vermeilles
- Maria (1315–1387), żona Gwidona de Lusignan, tytularnego księcia Galilei i syna Hugona IV Cypryjskiego; potem Roberta z Tarentu, tytularnego cesarza Konstantynopola
- Filipa (1316 - po 1327)
- Jakub (1318),
- Jakub I (1315–1361) - hrabia La Marche, zabity w bitwie pod Brignais, od którego wywodziła się królewska dynastia Burbonów
- Beatrycze (1320–1383), żona Jana Luksemburskiego, króla Czech, a potem Eudesa II de Grancey.